# Josef Jansen (Diplomat)
Josef Jansen (* 28. Oktober 1909 in Essen; † 2. Januar 1966 in München) war ein deutscher Diplomat und Landrat im Kreis Zell und im Landkreis Mayen.

## Leben

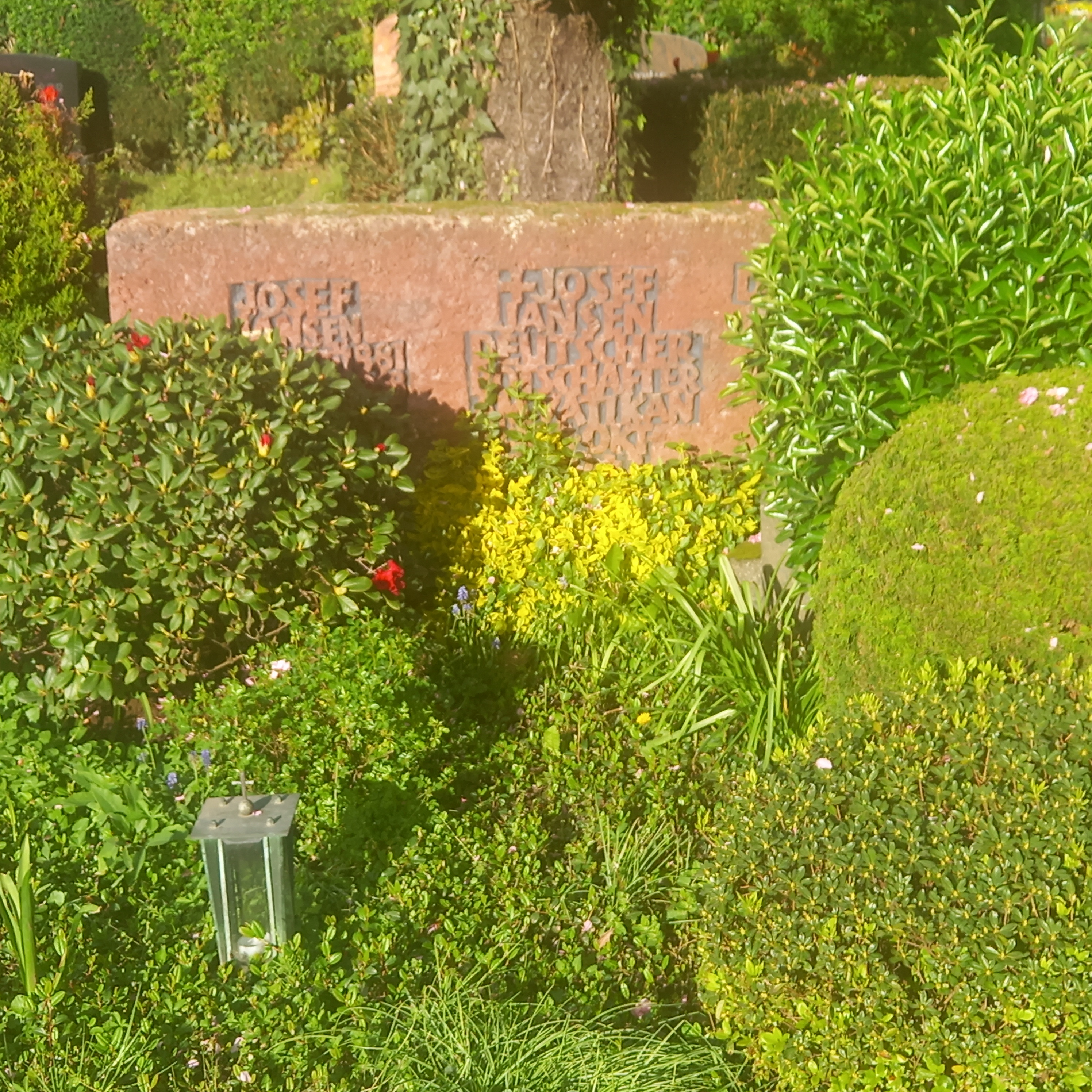
Das Grab von Josef Jansen auf dem Rüngsdorfer Friedhof in Bonn

Nach dem Besuch eines Gymnasiums in Essen absolvierte Josef Jansen ein Studium der Geschichte und der Neuen Sprachen an der Albert-Ludwigs-Universität Freiburg, der Ludwig-Maximilians-Universität München, der Universität von Burgund sowie der Rheinischen Friedrich-Wilhelms-Universität Bonn. Nach seiner Promotion zum Dr. phil. 1933 legte er 1934 das Staatsexamen für das höhere Lehramt ab. Da er als entschiedener Gegner des Nazi-Regimes nicht in den Staatsdienst eintreten wollte, ging er in die Privatwirtschaft, zunächst als Geschäftsführer einer Marmeladenfabrik. Zwischen 1939 und 1943 war er Kaufmännischer Direktor der Griechischen Glühlampenfabrik in Athen, ein Tochterunternehmen der Osram GmbH.
1943 trat er seinen Militärdienst an, den er als Dolmetscher auf dem Balkan absolvierte. Nach dem Ende des Zweiten Weltkrieges und der Entlassung aus britischer Gefangenschaft kehrte er zunächst in die Privatwirtschaft zurück und war kurzzeitig Geschäftsführer des Großhandelsverbandes Ruhrgebiet.
1946 wurde er zum Landrat des Landkreises Zell/Mosel ernannt. Danach war er von 1948 bis April 1951 Landrat des Landkreises Mayen in der Eifel.
Am 10. April 1951 trat er in den Diplomatischen Dienst ein und wurde als erster deutscher Diplomat nach dem Krieg als Generalkonsul nach Luxemburg entsandt. Am 29. Mai 1952 wurde er zum Gesandten ernannt. Für seine Verdienste um die Beziehungen zwischen der Bundesrepublik Deutschland und Luxemburg verlieh ihm Großherzogin Charlotte von Luxemburg anlässlich seiner Verabschiedung im Februar 1954 das Großkreuz des Ordens der Eichenkrone.
Zwischen 1954 und 1956 war Jansen Leiter des Deutschland-Referats im Auswärtigen Amt. Danach war er von 1956 bis zum 6. Oktober 1960 Gesandter 1. Klasse an der Botschaft in Paris. Danach übernahm er auf Vorschlag von Staatssekretär Karl Carstens als Ministerialdirektor die Leitung der Abteilung West I bzw. von 1963 bis 1964 der Abteilung I (Politische Abteilung). In dieser Eigenschaft leitete er die Verhandlungen, die zum deutsch-französischen Vertrag vom 23. Januar 1963 (Elysee-Vertrag) führten.
Zuletzt war Jansen bis zu seinem Tode am 2. Januar 1966 Botschafter beim Heiligen Stuhl. Sein Nachfolger wurde Dieter Sattler.